# Avtarkija
Avtarkija je popolna samooskrba v državi. Pomeni samozadostno gospodarstvo, kar je pravzaprav, da država pridela dovolj hrane, da ne potrebuje uvoznikov iz drugih držav. Že v stari Grčiji so si za avtarkijo prizadevali polisi. Poleg avtarkije so si prizadevali za avtonomijo (notranja politična neodvisnost) in elevterijo (zunanja politična neodvisnost).